# Rossitsa

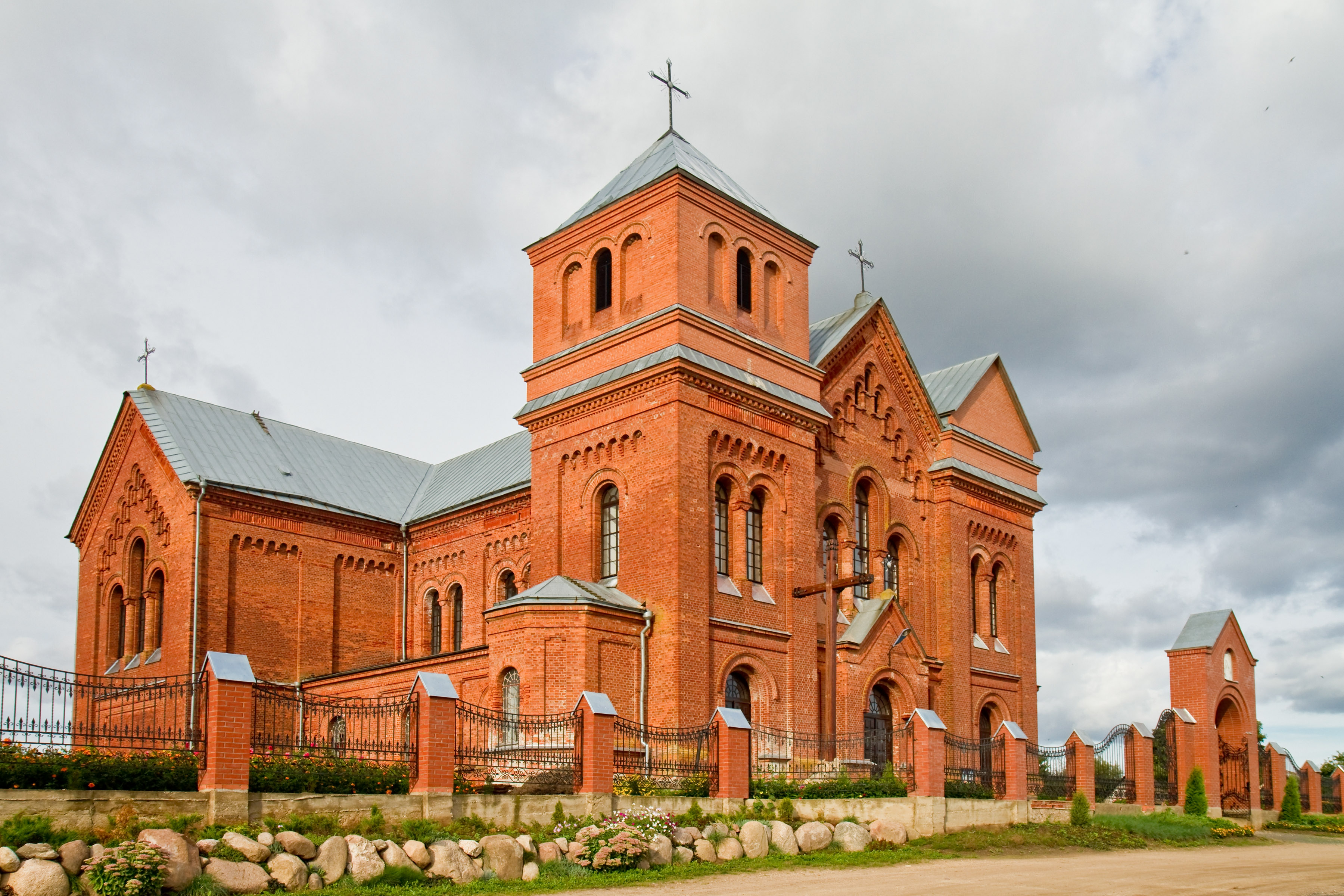
Vue de l'église de la Sainte-Trinité de Rossitsa

Rossitsa (en biélorusse : Росіца ; en russe : Росица ; en polonais : Rosica) est un village de la voblast de Vitebsk, en Biélorussie. Il comprenait 161 habitants en 2019.  Son église est devenue un lieu de pèlerinage pour les catholiques des environs.

## Géographie
Rossitsa est situé au bord du lac du même nom et dépend du raïon de Verkhniadzvinsk. Il se trouve à 19 km à l'ouest de la ville de Verkhniadzvinsk, nommée Drissia jusqu'en 1962. Il se trouve dans la région historique de la principauté de Polotsk.

## Histoire
Les premières mentions écrites du village datent de 1599 à l'époque du chancelier du grand-duché de Lituanie, le prince Léon Sapieha, qui en possède les terres. Il fait partie de la voïvodie de Polotsk. En 1753, il passe aux Lopacinski.
La région entre dans l'Empire russe au premier partage de la Pologne de 1772 et fait partie de l'ouiezd de Drissia et du gouvernement de Vitebsk. On y construit une petite église catholique en 1778, agrandie en 1792, dédiée à la Sainte-Trinité. L'arrivée de paysans orthodoxes au XIXe siècle entraîne la construction d'une église orthodoxe en 1864.

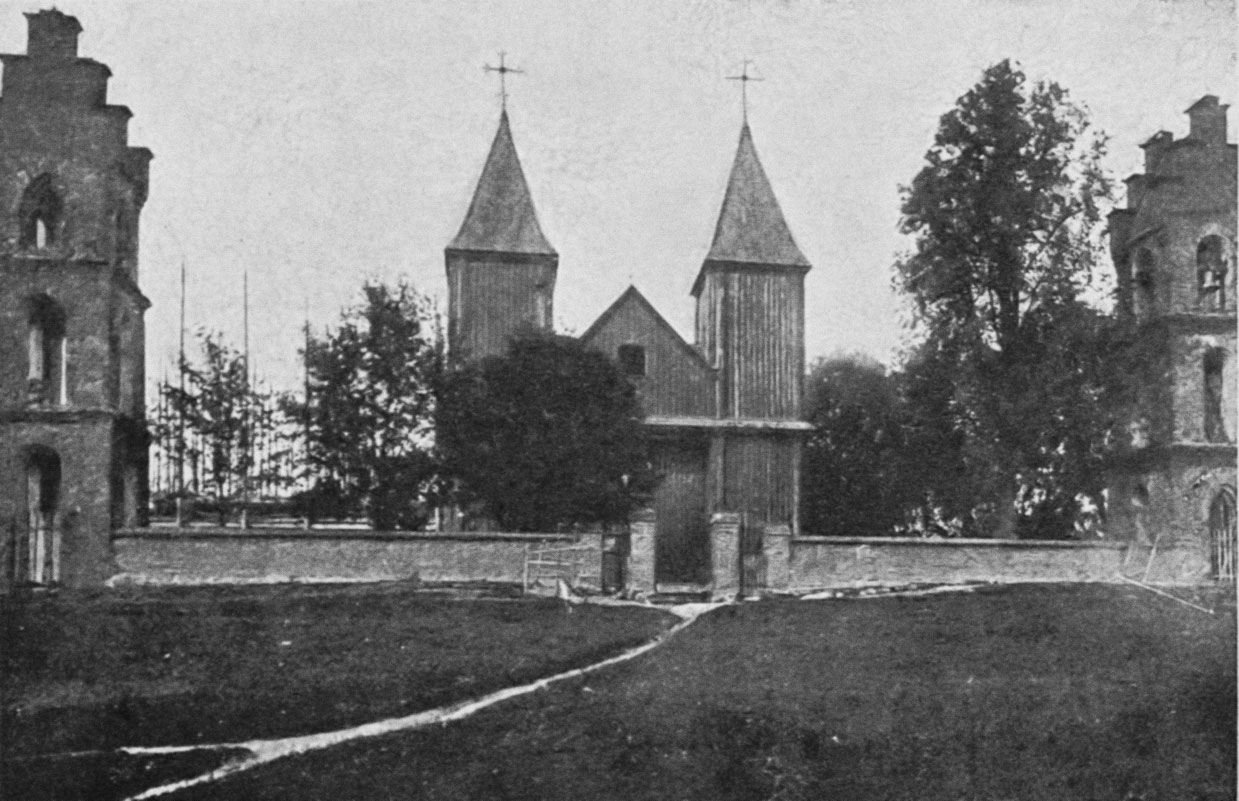
Vue de l'ancienne église paroissiale avant la construction de la nouvelle

L'ancienne église paroissiale catholique est remplacée en 1906 par une grande église d'architecture néoromane en briques rouges qui est consacrée le 20 janvier 1911. La région est le théâtre de troubles après la Révolution d'Octobre qui culminent en affrontements en 1918-1919 entre les partisans des bolchéviques et les partisans des Polonais. La population, majoritairement biélorusse et catholique, est partagée. La minorité biélorusse orthodoxe penche du côté russe. Finalement elle est intégrée le 1er janvier 1919 à la Biélorussie bolchévique, mais ce gouvernement ne dure que jusqu'au 16 janvier suivant et elle est intégrée à la Russie bolchévique, qui craint un séparatisme biélorusse différent des Biélorusses d'origine orthodoxe. Finalement les deux zones sont réunies en 1924 dans la république socialiste soviétique de Biélorussie.
La Wehrmacht envahit la région le 22 juin 1941 dans le cadre de l'opération Barbarossa. L'église qui avait été fermée pendant une campagne d'athéisme des années 1920 est rouverte et des prêtres de la congrégation des marianistes polonais viennent la desservir, aidés de Sœurs eucharistines. La population est d'abord neutre vis-à-vis de l'occupant, mais la situation se dégrade rapidement et les Allemands deviennent de plus en plus méfiants, surtout après 1942. Le village est le théâtre d'une action punitive criminelle menée entre le 16 et le 18 février 1943 par des miliciens lettons et ukrainiens, excités à la vengeance par leur encadrement SS qui « ratissent » les villages des environs. C'est l'opération Winterzauber.

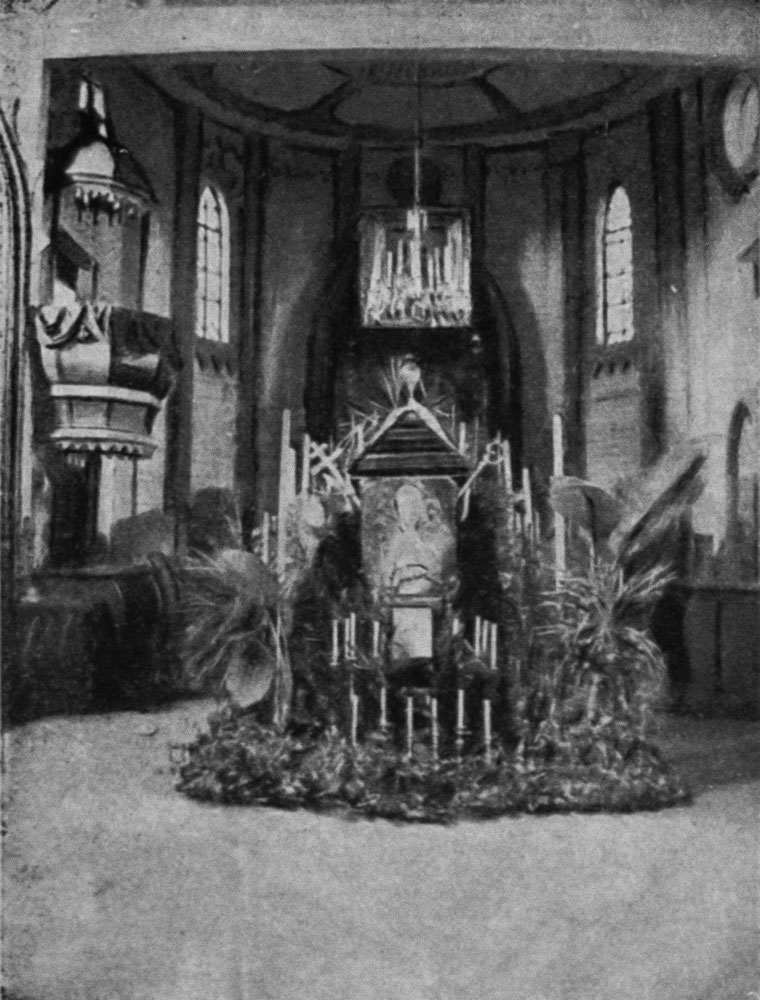
Intérieur de l'église avant 1914

Un millier d'otages accusés d'aider les partisans soviétiques sont enfermés le 17 février 1943 dans l'église du village, ainsi que les PP. Leszczewicz et Kaszyra (béatifiés en 1999) qui ne veulent pas les quitter. Ils sont menés par petits groupes dans des granges que les miliciens font sauter à la grenade et ils meurent brûlés. D'autres groupes sont fusillés.
La région est libérée par l'Armée rouge en juillet 1944. L'église est transformée en cinéma. Elle a été rouverte au culte en 1990.

## Galerie

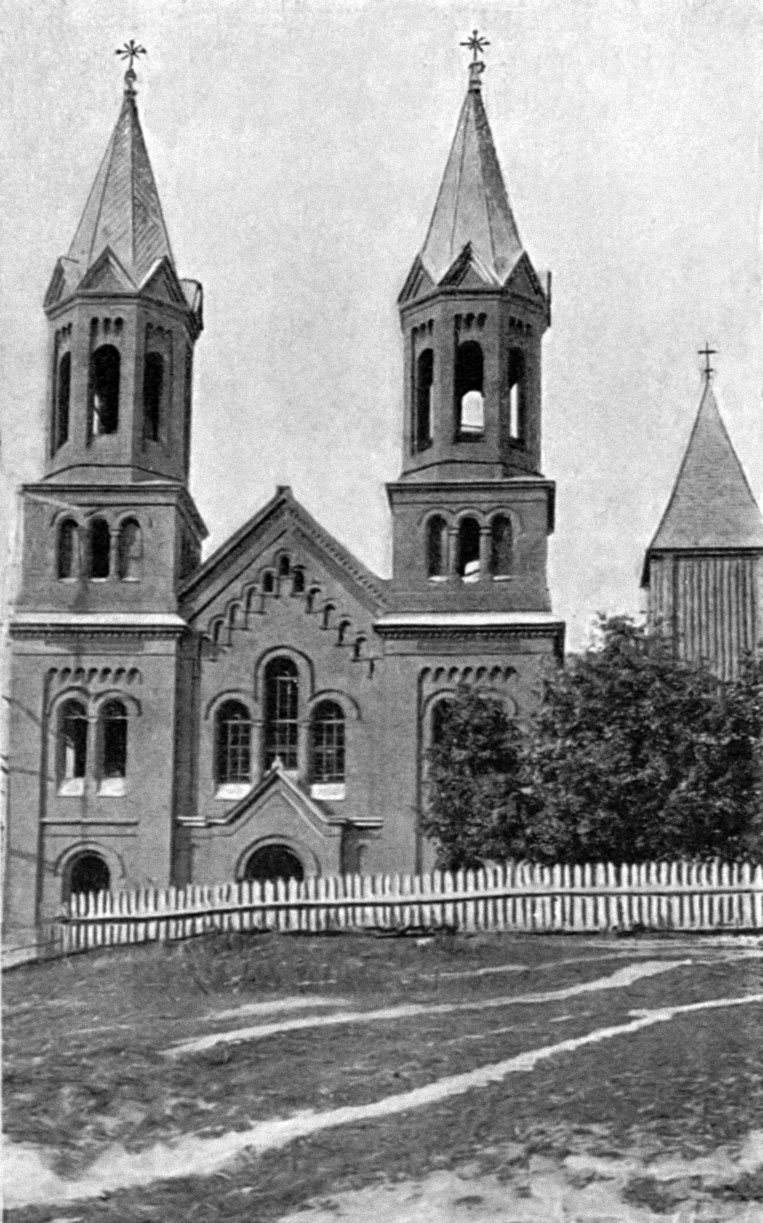
Vue de l'église de la Sainte-Trinité avant 1914
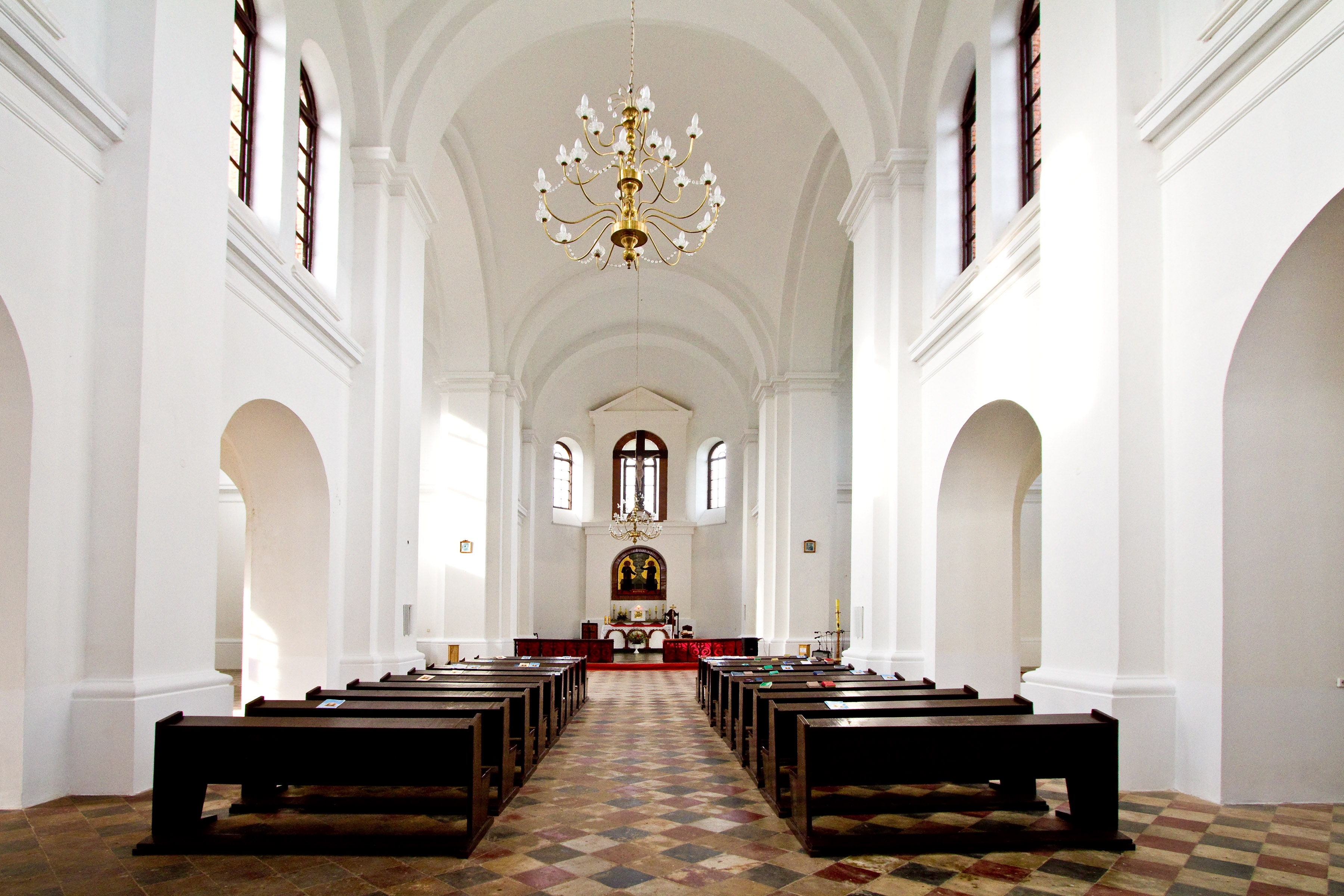
Intérieur de l'église aujourd'hui
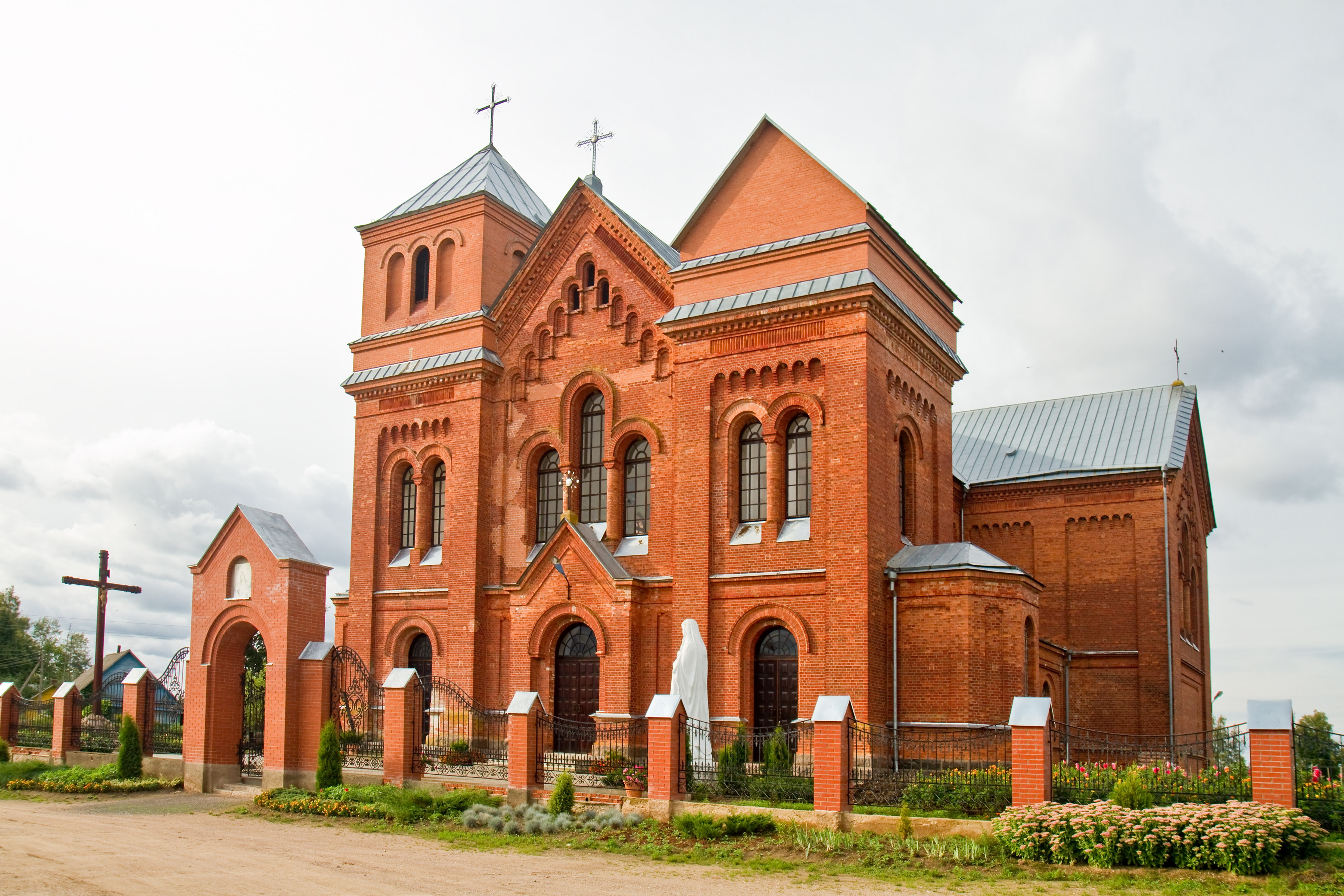
Façade de l'église
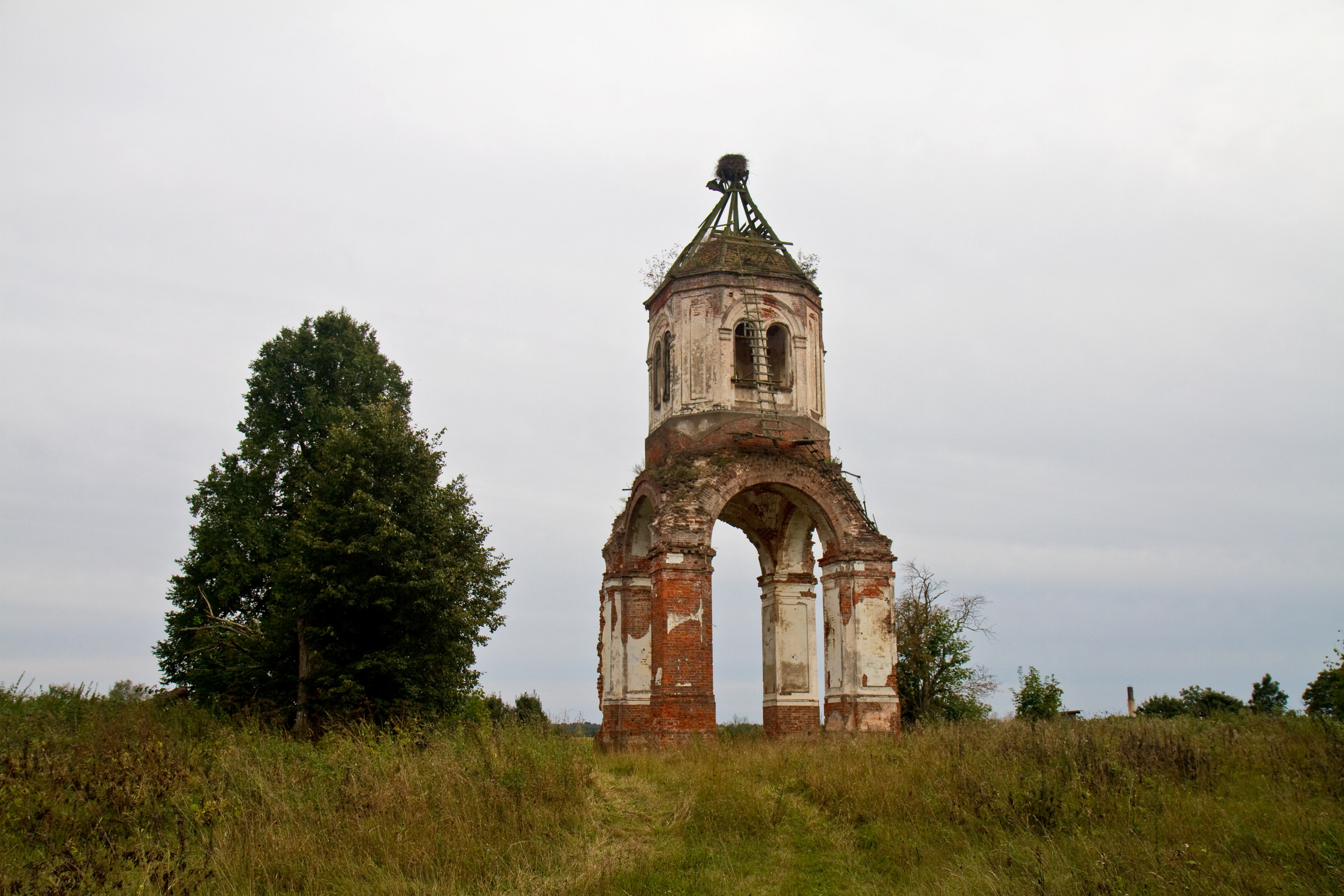
Ruines de l'église orthodoxe Sainte-Euphrosyne